# Southwick (Hampshire)
Pour les articles homonymes, voir Southwick.
Southwick est un village du Hampshire, en Angleterre.